# Nekenraptor
Nekenraptor (Neuquenraptor) – rodzaj teropoda z rodziny dromeozaurów (Dromaeosauridae).
Żył w epoce późnej kredy na terenach Ameryki Południowej. Długość ciała ok. 2,5 m, masa ciała ok. 30 kg. Jego szczątki znaleziono w Argentynie (w prowincji Neuquén).
Istnieją przypuszczenia, że może być on tożsamy z unenlagią.

## Etymologia
Neuquenraptor: prowincja Neuquén, Argentyna; łac. raptor, raptoris „złodziej, grabieżca”, od rapere „chwycić, zawładnąć”.